# Conseil Hill
Der Conseil Hill ist ein rund 500 m hoher Hügel an der Nordküste der Pourquoi-Pas-Insel vor der Westküste des Grahamlands auf der Antarktischen Halbinsel.
Der Falkland Islands Dependencies Survey kartierte ihn anhand von Vermessungen und Luftaufnahmen aus den Jahren zwischen 1946 und 1959. Das UK Antarctic Place-Names Committee nahm am 23. September 1960 die Benennung vor. Namensgeber ist die fiktive Figur des Dieners Conseil aus dem Roman 20.000 Meilen unter dem Meer des französischen Schriftstellers Jules Verne. Zahlreiche weitere Objekte der Pourquoi-Pas-Insel wurden ebenfalls nach Figuren dieses Romas benannt.